# マテイ・パルチッチ
マテイ・パルチッチ（Matej Palčič 、1993年6月21日 - ）は、スロベニア・コペル出身のプロサッカー選手。FCシェリフ・ティラスポリ所属。ポジションは、ディフェンダー（ライトバック）。